# Hartmut Albrecht
Hartmut Albrecht (* 2. August 1925 in München; † 6. April 2005) war ein deutscher Agrarökonom, Kommunikationswissenschaftler und Hochschullehrer.

## Leben und Wirken
Nach der von Hartmut Albrecht 1943 abgelegten Reifeprüfung und dem Arbeits- und Wehrdienst folgte von 1945 bis 1948 ein Praktikum im Bereich Landwirtschaft und Gartenbau. Von 1948 bis 1951 studierte er dann Landwirtschaft an der Landwirtschaftlichen Hochschule Hohenheim und schloss sein Studium mit der Prüfung zum Diplom-Landwirt ab. Bis 1954 arbeitete er anschließend als wissenschaftliche Hilfskraft am dortigen Institut für Landwirtschaftliche Beratung und promovierte 1954 zum Dr. sc. agr. bei Hans Rheinwald. Von 1955 bis 1958 arbeitete Albrecht als Berater am Kuratorium für Technik in der Landwirtschaft (Außenstelle Hessen/Rheinland-Pfalz in Frankfurt/Main). Bis 1962 war er anschließend als wissenschaftlicher Assistent am o. g. Institut für Landwirtschaftliche Beratung tätig. Nach einem Studienaufenthalt in den USA (1961/62) war er zunächst 1963/64 wissenschaftlicher Mitarbeiter am Institut für auswärtige Landwirtschaft an der Technischen Universität Berlin. Bis 1969 arbeitete er als wissenschaftlicher Assistent am Institut für auswärtige Landwirtschaft der Universität Göttingen und habilitierte sich dort 1968. Im Jahre 1969 wurde Albrecht auf den Lehrstuhl für Kommunikationsforschung und landwirtschaftliches Beratungswesen an der Universität Hohenheim berufen. 1990 wurde er emeritiert.
Auf dem Gebiet des landwirtschaftlichen Beratungswesen arbeitete Albrecht auch als Berater für Entwicklungsländer.

## Veröffentlichungen (Auswahl)
- Organisation und Arbeitsweise der landwirtschaftlichen Beratung in Dänemark und Holland. Kritische Auswertung der Beobachtungen für deutsche Verhältnisse (= Landwirtschaft – angewandte Wissenschaft, Bd. 15). Landwirtschaftsverlag, Hiltrup bei Münster 1954 (= Dissertation Landwirtschaftliche Hochschule Hohenheim).
- (Mitautor): Die Einführung neuer Arbeitsverfahren in bäuerliche Betriebe (= Berichte über Landtechnik Bd. 58). Neureuter, Wolfratshausen bei München 1959.
- (Hrsg. u. Mitautor): Probleme der Beratung [Hans Rheinwald zu seinem 60. Geburtstag]. Abhandlungen (= Arbeiten der Landwirtschaftlichen Hochschule Hohenheim, Bd. 26). Ulmer, Stuttgart 1964.
- Sozialwissenschaftliche Aktionsforschung in Entwicklungsprogrammen. Bedeutung und Bedingungen. In: Zeitschrift für ausländische Landwirtschaft, Bd. 7 (1968), S. 4–21.
- Innovationsprozesse in der Landwirtschaft. Eine kritische Analyse der agrarsoziologischen "adoption"- und "diffusion" Forschung in bezug auf Probleme der landwirtschaftlichen Beratung. Verl. der SSIP-Schriften Breitenbach, Saarbrücken 1969 (= Habilitationsschrift Universität Göttingen).
- (Hrsg.): Forschung und Ausbildung im Bereich der Wirtschafts- und Sozialwissenschaften des Landbaus (= Schriften der Gesellschaft für Wirtschafts- und Sozialwissenschaften des Landbaus, Bd. 12). BLV-Verlagsgesellschaft, München 1975, ISBN 3-405-11535-3.
- Widerstände und Hemmfaktoren bei Berufswechsel und Umschulung von Landwirten, ihre Berücksichtigung in der sozio-ökonomischen Beratung (= Landwirtschaft – angewandte Wissenschaft, Bd. 197). Landwirtschaftsverlag, Münster-Hiltrup 1977.
- Landwirtschaftliche Beratung. Zwei Bände. TZ-Verl.-Ges., Rossdorf 1981 (2. neubearb. Aufl. 1987/1988, ISBN 3-88085-345-2, dieses Werk erschien auch in englischer u. französischer Sprache).
- (Hrsg.): Nebenerwerbslandwirtschaft in der Diskussion (= Schriftenreihe des Bundesministers für Ernährung, Landwirtschaft und Forsten, Reihe A, Bd. 264). Landwirtschaftsverlag, Münster-Hiltrup 1982, ISBN 3-7843-0264-5.
- (Hrsg.): Einsicht als Agens des Handelns. Beratung und angewandte Psychologie. Festschrift zum 80. Geburtstag von Erna Hruschka. Margraf, Weikersheim 1994, ISBN 3-8236-1233-6.